# محوطه راوکان
محوطه راوکان مربوط به دوران‌های تاریخی پس از اسلام است و در شهرستان درمیان، روستای احمدآباد واقع شده و این اثر در تاریخ ۲۵ اسفند ۱۳۸۰ با شمارهٔ ثبت ۵۱۳۴ به‌عنوان یکی از آثار ملی ایران به ثبت رسیده است.